# Tramvajový pluh

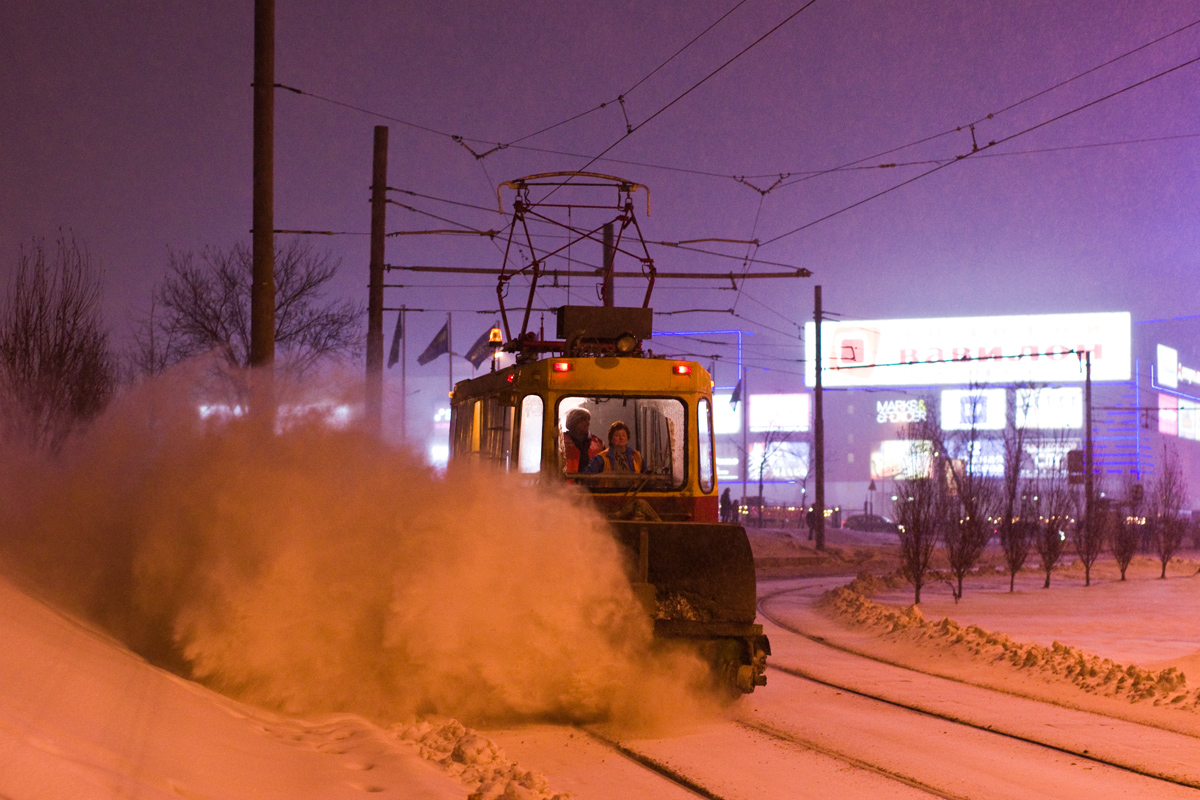
Tramvajový pluh v Moskvě při práci

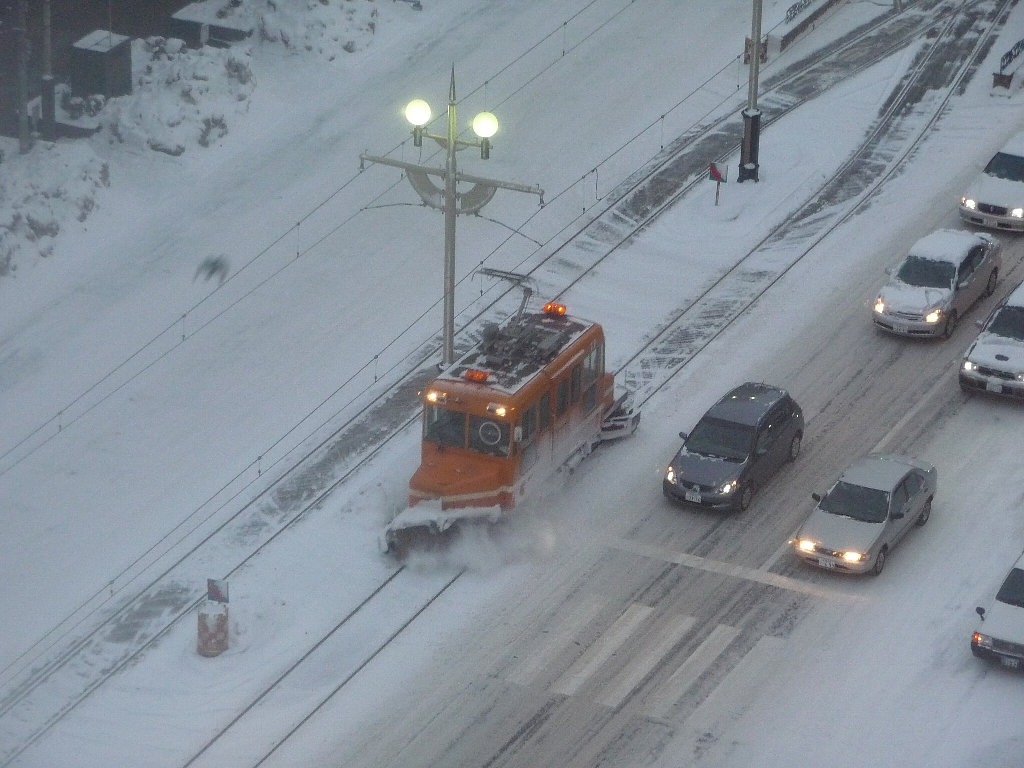
Tramvajový pluh v japonském Sapporu

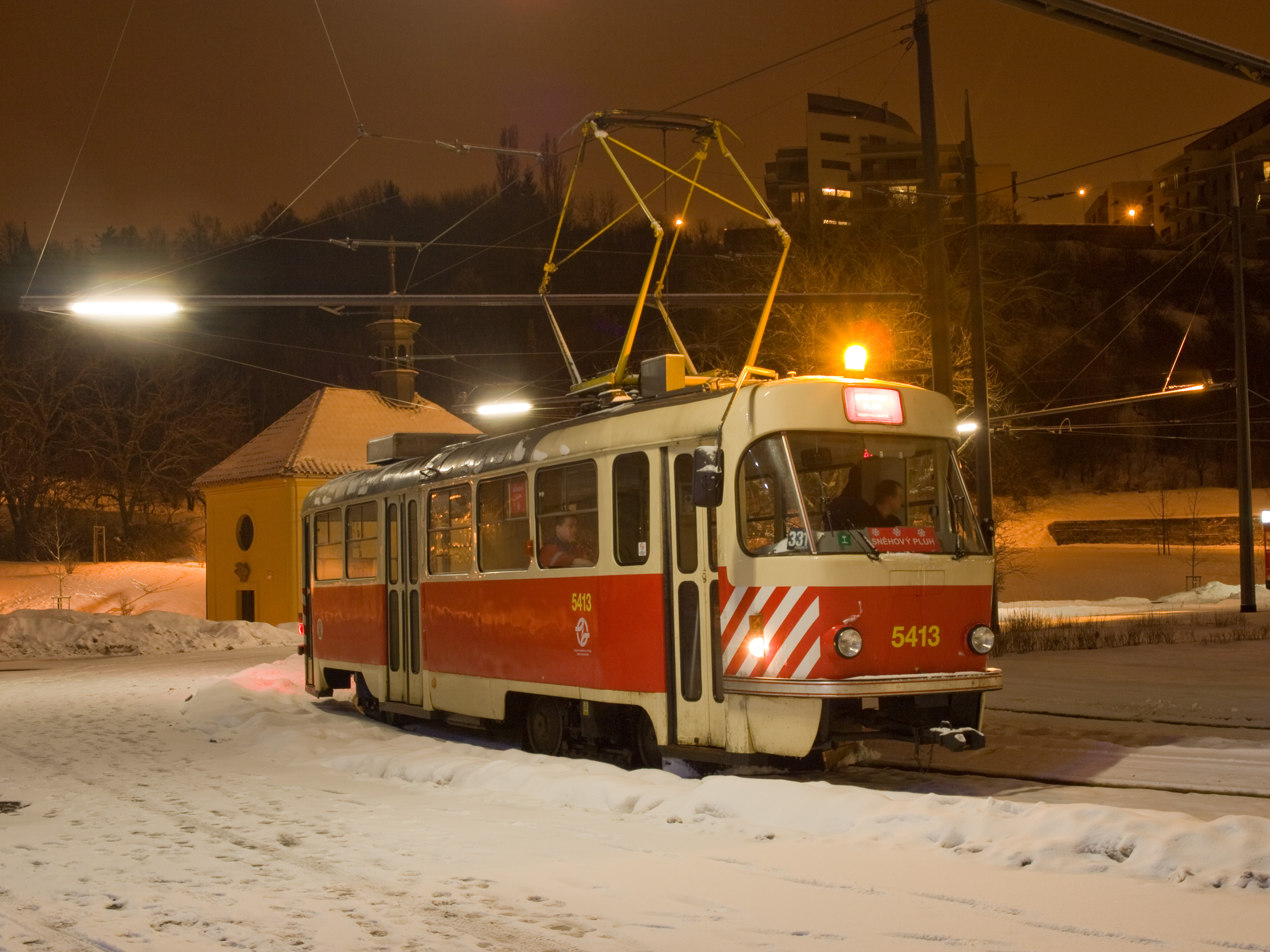
Sněhový pluh pražské vozovny Motol manipuluje v prostoru tramvajového obratiště Radlická

Tramvajový pluh je tramvaj speciálně upravená či přímo zkonstruovaná za účelem odklízení sněhu z tramvajových tratí. Odklízení sněhu z tramvajového tělesa je totiž za pomoci běžné silniční techniky téměř nemožné a to zejména z otevřeného kolejového svršku.
Důležitou součástí jízd tramvajových pluhů je nejen samotné odhrnování sněhu ale také ruční čištění výhybek posádkou vozu. Vnitropodnikovými normami je v jednotlivých městech také určena povinnost projíždění všech obratišť a to případně včetně jejich běžně neprojížděných kolejí.

## Tramvajové pluhy v Praze

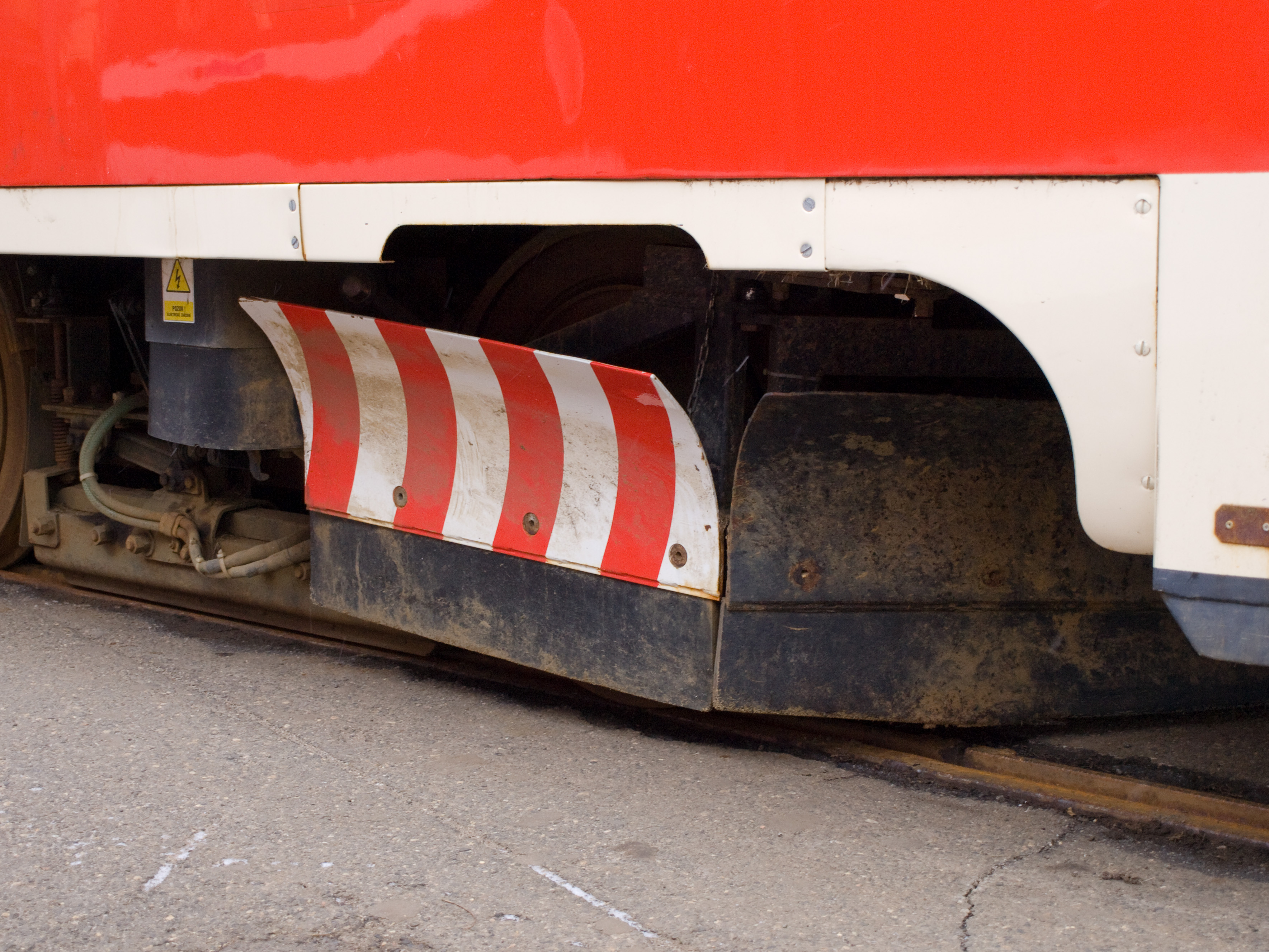
Detail přídavné radlice respektující profil vozu Škoda 15T na hloubětínském sněhovém pluhu 5411

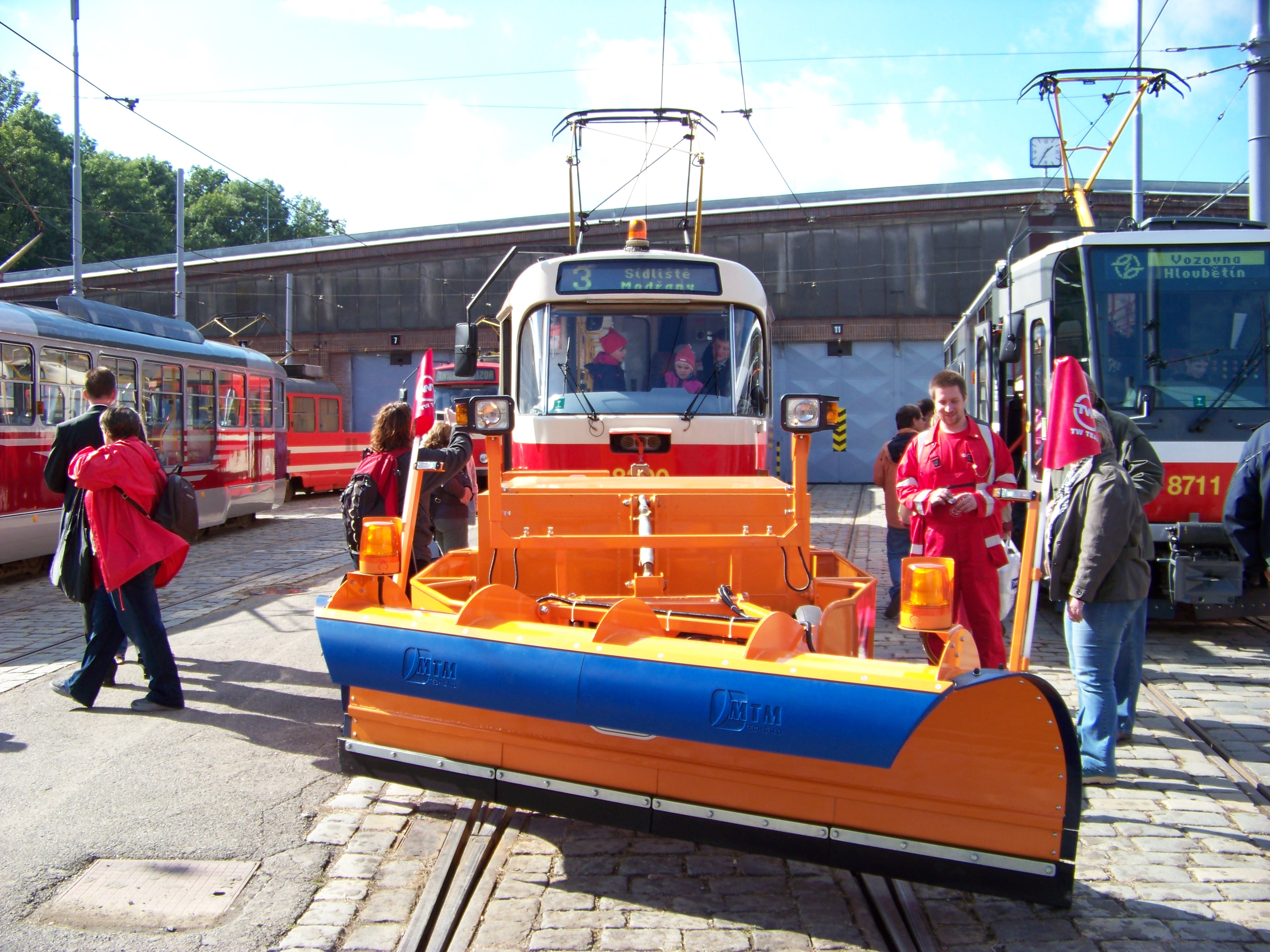
Tlačný pluh PSP01 se speciálně upravenou tramvají T3R.P ev. č. 8300.

V Praze je odklízení sněhu realizováno pomocí osmi upravených vozů Tatra T3 vypravovaných po jednom z každé provozní vozovny a jedním vozem vypravovaným z muzea ve vozovně Střešovice. Pražské pluhy jsou označeny číselnou řadou 541 a poslední číslici tvoří číselný kód vozovny; výjimku tvoří pouze depo Střešovice, jehož pluh nese dle starého označení vozovny číslo 5419 (a nikoli 5416) a vozovna Pankrác, jejíž pluh je speciálně upravený vůz Tatra T3M eč. 5572. Tento vůz může díky své trakční výbavě obsluhovat i tramvajovou trať na Barrandov, kam je vjezd ostatních pluhů zakázán. Každý má pevně určenou oblast, kterou obsluhuje. Posádka pluhu je zpravidla tvořena dvěma záložními řidiči a délka směny dosahuje šesti hodin.
Pluhy jsou vybaveny oranžovým výstražným majákem s přerušovaným světlem, takže pro ně neplatí povinnost zastavování v každé zastávce. Po zahájení provozu vozů typu Škoda 15T byly všechny provozní pluhy osazeny přídavnou boční radlicí respektující průjezdový profil tohoto vozidla.
V roce 2012 si Dopravní podnik hl. m. Prah pořídil jeden tlačný sněžný pluh PSP01 za přibližně 1,55 milionů Kč. Tlačen je speciálně upravenou tramvají typu T3R.P s evidenčním číslem 8300. Tři režimy plužení (plovoucí poloha pro běžné plužení, přítlak pro zledovatělý povrch, nadlehčování pro travnatý povrch) se nastavují dálkovým ovládáním z kabiny řidiče. Pracovní rychlost je maximálně 30 km/h. Poprvé v ostrém provozu byl nasazen během ledna a února 2013, zejména v kopcovatých oblastech (Bílá Hora, Petřiny, Kobylisy).